# Paulo Vinícius (brazylijski piłkarz)
Paulo Vinícius de Souza Nascimento (ur. 12 sierpnia 1984 w Cuiabie) – brazylijski piłkarz występujący na pozycji obrońca. Od 2015 zawodnik CFR 1907 Cluj.

## Kariera
Paulo Vinícius karierę rozpoczynał w zespole Grêmio Inhumense. W 2006 roku został stamtąd wypożyczony do portugalskiego drugoligowca, CD Santa Clara. Spędził tam rok, a potem przeszedł na wypożyczenie do Leixões SC z Primeira Liga. W lidze tej zadebiutował 3 listopada 2007 roku w wygranym 3:0 pojedynku z SC Braga. W barwach Leixões zagrał dwa razy.
Na początku 2008 roku Paulo Vinícius został wypożyczony z Grêmio do SC Olhanense, grającego w drugiej lidze portugalskiej. W połowie 2008 roku podpisał kontrakt z innym drugoligowcem, União Leiria. W 2009 roku awansował z tym zespołem do Primeira Liga. 28 września 2009 roku w zremisowanym 2:2 spotkaniu z Vitórią Guimarães strzelił pierwszego gola w tej lidze. W União spędził trzy lata.
W 2011 roku Paulo Vinícius odszedł do zespołu SC Braga, także grającego w Primeira Liga. Pierwszy ligowy mecz zaliczył tam 13 sierpnia 2011 roku przeciwko Rio Ave FC (0:0). W 2012 roku zajął z klubem 3. miejsce w Primeira Liga. W 2014 roku opuścił zespół z Bragi. Następnie grał w takich klubach jak Operário, Boavista FC i Apollon Limassol. W 2017 trafił do CFR 1907 Cluj.